# Słowenia na Mistrzostwach Świata w Lekkoatletyce 2013
Słowenia na Mistrzostwach Świata w Lekkoatletyce 2013 – reprezentacja Słowenii podczas czempionatu w Moskwie liczyła 9 zawodników.

## Występy reprezentantów Słowenii

### Mężczyźni

#### Konkurencje biegowe
| Konkurencja   | Zawodnik  | Runda 1  | Runda 1 | Półfinał | Półfinał | Finał    | Finał   |
| Konkurencja   | Zawodnik  | Rezultat | Pozycja | Rezultat | Pozycja  | Rezultat | Pozycja |
| ------------- | --------- | -------- | ------- | -------- | -------- | -------- | ------- |
| Bieg na 200 m | Jan Žumer | 21,35    | 42.     | NQ       | NQ       | NQ       | NQ      |

#### Konkurencje techniczne
| Konkurencja | Zawodnik      | Eliminacje | Eliminacje | Finał    | Finał   |
| Konkurencja | Zawodnik      | Rezultat   | Pozycja    | Rezultat | Pozycja |
| ----------- | ------------- | ---------- | ---------- | -------- | ------- |
| Rzut młotem | Primož Kozmus | 78,10      | 3. Q       | 79,22    | 4.      |
| Skok wzwyż  | Rožle Prezelj | 2,17       | 25.        | NQ       | NQ      |

### Kobiety

#### Konkurencje biegowe
| Konkurencja                | Zawodnik     | Runda 1  | Runda 1 | Półfinał | Półfinał | Finał    | Finał   |
| Konkurencja                | Zawodnik     | Rezultat | Pozycja | Rezultat | Pozycja  | Rezultat | Pozycja |
| -------------------------- | ------------ | -------- | ------- | -------- | -------- | -------- | ------- |
| Bieg na 100 m przez płotki | Marina Tomić | 13,26    | 25.     | NQ       | NQ       | NQ       | NQ      |
| Bieg na 1500 m             | Sonja Roman  | 4:08,58  | 17. q   | 4:08,63  | 18.      | NQ       | NQ      |

#### Konkurencje techniczne
| Konkurencja    | Zawodnik       | Eliminacje | Eliminacje | Finał    | Finał   |
| Konkurencja    | Zawodnik       | Rezultat   | Pozycja    | Rezultat | Pozycja |
| -------------- | -------------- | ---------- | ---------- | -------- | ------- |
| Rzut młotem    | Barbara Špiler | 64,58      | 25.        | NQ       | NQ      |
| Rzut oszczepem | Martina Ratej  | 57,95      | 20.        | NQ       | NQ      |
| Trójskok       | Snežana Rodić  | 14,17      | 9. q       | 14,13    | 9.      |